# Adam (Malerfamilie)
Die Familie Adam ist eine Malerfamilie aus München, die im 19. und 20. Jahrhundert über vier Generationen tätig war.
Zu ihr gehören:
1. Albrecht Adam (1786–1862), ⚭ Magdalena Adam (geb. Sander) (1793–1863)
  1. Benno Adam (1812–1892), ⚭ Josepha Adam (1821–1871) (geb. Quaglio, Tochter von Domenico Quaglio)
    1. Emil Adam (1843–1924)
    2. Friedrich Adam (1847–1928), Maler und Architekt
      1. Richard Benno Adam (1873–1937)

  2. Franz I Adam (1815–1886), ⚭ Ida von Hornstein a.d.H. Grüningen
    1. Alexander I Pompeius Adam (1861–1941), ⚭ Flora Fay (1858–1913) (verw. v. Barabas, Ungarn, die eine Tochter Olga v. Barabas mit in die Ehe brachte)
      1. Alexander II Adam (1889–1929), Arzt in Kochel am See
      2. Paulus Adam (1882–1956), Kunsttischler und Maler, ⚭ mit Bertha Götz (Keramikmalerin)
      3. Julius Konstantin Maria Adam (1895–1969), auch Julius III, Kunstmaler, Patensohn von Julius II Adam

  3. Eugen Adam (1817–1880)
  4. Julius I Adam (1821–1874), Lithograf, ⚭ Therese Adam (geb. Ravizza 1825–1904)
    1. Julius II Adam (1852–1913), bekannt als Katzenadam
2. Heinrich Adam (1787–1862), ⚭ Julie Brack (1800–1892)

Seit 1976 befindet sich mit dem „Adam-Archiv“ die Sammlung von etwa 1.500 Objekten der wichtigsten Vertreter der Familie Adam im Münchner Stadtmuseum.